# HMS Grenville (R97)
«Гренвілль» (англ. HMS Grenville (R97) — військовий корабель, лідер ескадрених міноносців типу «U» Королівського військово-морського флоту Великої Британії часів Другої світової війни.
Лідер ескадрених міноносців «Гренвілль» закладений 1 листопада 1941 року на верфі компанії Swan Hunter у Тайн-енд-Вірі. 12 жовтня 1942 року він був спущений на воду, а 27 травня 1943 року увійшов до складу Королівських ВМС Великої Британії. Есмінець брав участь у бойових діях на морі в Другій світовій війні, бився у Північній Атлантиці, на Середземному морі, на Тихому океані, підтримував висадку морського десанту в Нормандії.

## Служба

### 1943
27 серпня 1943 року «Гренвілль» з канадським есмінцем «Атабаскан» входили до складу групи, що діяла в Біскайській затоці неподалік від мису Ортегаль. Під час спільного протичовнового патрулювання кораблі піддалися атаці німецьких 18 бомбардувальників Do 217 ескадри KG 100, що уразили канадський есмінець радіокерованою планеруючою бомбою Hs293 A-1, завдавши йому серйозних пошкоджень. Шлюп «Ігрет», що діяв разом, унаслідок ураження Hs 293 затонув (перший корабель в історії, знищений керованою ракетою).
22 жовтня 1943 року група британських кораблів, у складі крейсера «Карібдіс», 2-х есмінців «Гренвілль» та «Рокет», 4-х ескортних міноносців типу «Хант»: «Лімбурн», «Венслейдейл», «Телібон» і «Стівенстоун» вступила в бій з німецькими кораблями біля островів Сет-Іль. Німецька група прикриття суховантажу «Мюнстерленд» включала 5 міноносців типу «Ельбінг» (T22, T23, T25, T26 і T27) з 4-ї флотилії міноносців під командуванням Франца Коглафа.
У зіткненні з німцями крейсер «Карібдіс» був уражений двома торпедами, пущеними з міноносців T23 і T27. Ескортний міноносець «Лімбурн» також отримав серйозне пошкодження від ураження торпедою й був пізніше затоплений есмінцем «Рокет». Німці прорвалися без втрат. А крейсер «Карібдіс» затонув за півгодини, на ньому загинуло понад 400 британських моряків.

### 1944
У червні 1944 року «Гренвіль» увійшов до складу ескортного угруповання ВМС, що підтримувало висадку морського десанту на плацдарм «Голд» у Нормандії. «Гренвіль» діяв разом з есмінцями «Джервіс», «Ольстер», «Улісс», «Андонтед», «Андін», «Урса», «Арчін», «Уранія» та ескортними міноносцями «Кеттісток», «Коттесмор», «Пітчлі» і польським «Краков'як», забезпечуючи артилерійську підтримку військам, що висадилися на плацдарм.

### 1945
4 січня 1945 року 63-тя об'єднана оперативна група британського флоту завдала потужного удару по нафтопереробній інфраструктурі у Пангкаланзі на Суматрі, де хазяйнували японські окупанти.
24 січня 1945 року британці провели черговий наліт у ході операції «Меридіан» на об'єкти нафтової промисловості в Палембанг.
З 6 липня до другої половини серпня 1945 року британська 37-ма оперативна група діяла біля берегів Японії, завдаючи удари по найважливіших об'єктах. Так, 17 липня кораблі та авіація союзників атакували цілі в Токіо та Йокогамі.